# نیکولاس گارسیا
نیکولاس گارسیا (اسپانیایی: Nicolás García‎؛ زادهٔ ۲۰ ژوئن ۱۹۸۸) تکواندوکار اهل اسپانیا است.